# Danderydsgatan
Danderydsgatan är en gata på Östermalm i Stockholms innerstad, med sträckning från Karlavägen via Danderydsplan till Valhallavägen. Den södra delen av gatan planerades med en intim karaktär på 1920-talet och kantas av townhouse.  

## Historik
Danderydsgatan fick sitt namn 1895 efter Danderyd strax norr om Stockholm. Vid namnsättningen 1895 gavs det inte någon motivering till varför man döpte området till Danderydsgatan men den lär tillhöra samma kategori som till exempel Solnavägen och Hagagatan, d.v.s. "mer kända ställen utanför de delar av staden där gatorna ligger". Gatan var en del av Per Olof Hallmans stadsplan, där avsikten var att dela upp det stora kvarteret Näktergalen för att förhindra etablering av djupa tomter och gårdshus. Tomterna är sju meter breda och hushöjden begränsades till tre våningar med vindsvåning.  Gatans södra del är krökt och har en intim karaktär med relativt små hus bakom förgårdar, en gestaltning som var typisk för Hallman. Den nya stadsplanen för kv Näktergalen fastställdes år 1920. Norrut avslutades kvarteret med Sven Wallanders fem våningar höga hus, varigenom Danderydsgatan löper i ett portvalv mot Danderydsplan.
Danderydsgatan sträcker sig över Danderydsplan och här ligger gamla Arkitekturskolan KTH med sin omtalade byggnad i brutalismens stilriktning från 1969. Lite längre mot nordväst utbreder sig Lärkstaden, stadsplanen till även den var av Per Olof Hallman.
På Danderydsgatan återfinns bland annat på nummer 3-5 Algeriets ambassad. Nummer 4-6 uppfördes för Sandströmska skolan och innehöll bland annat lärosalar och bibliotek. Husen på nummer 11 och 15 ritades av Erik Lallerstedt, som själv ägde och bodde i nummer 15. På gården till detta hus finns en springbrunn och en staty av Carl Milles. Townhouset på nummer 17 ägs av konsthandlaren Verner Åmell, och erbjöds 2008 till försäljning för 47 miljoner kronor i samband med att han förvärvat Villa Ekudden på Djurgården.

## Bilder

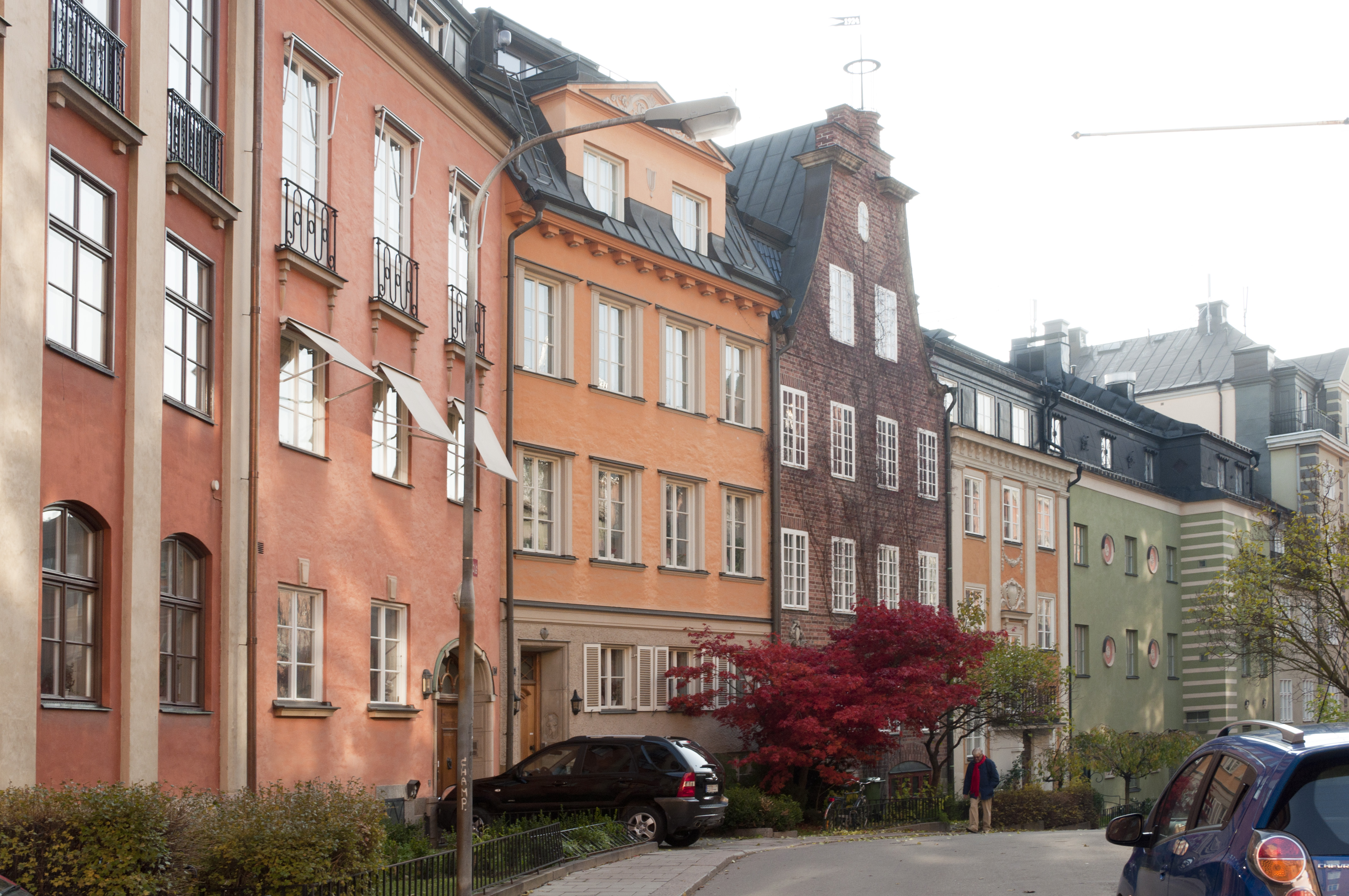
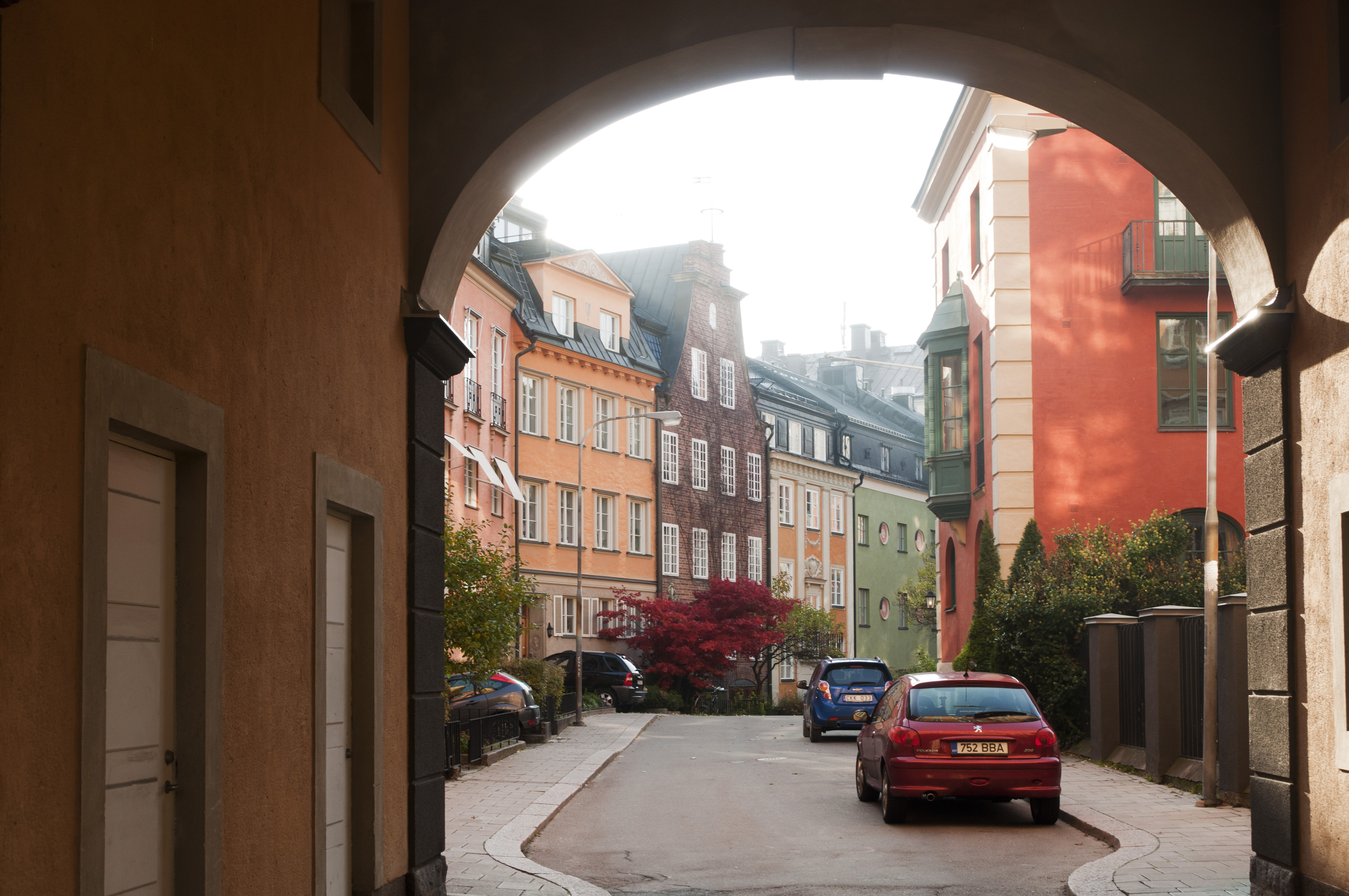
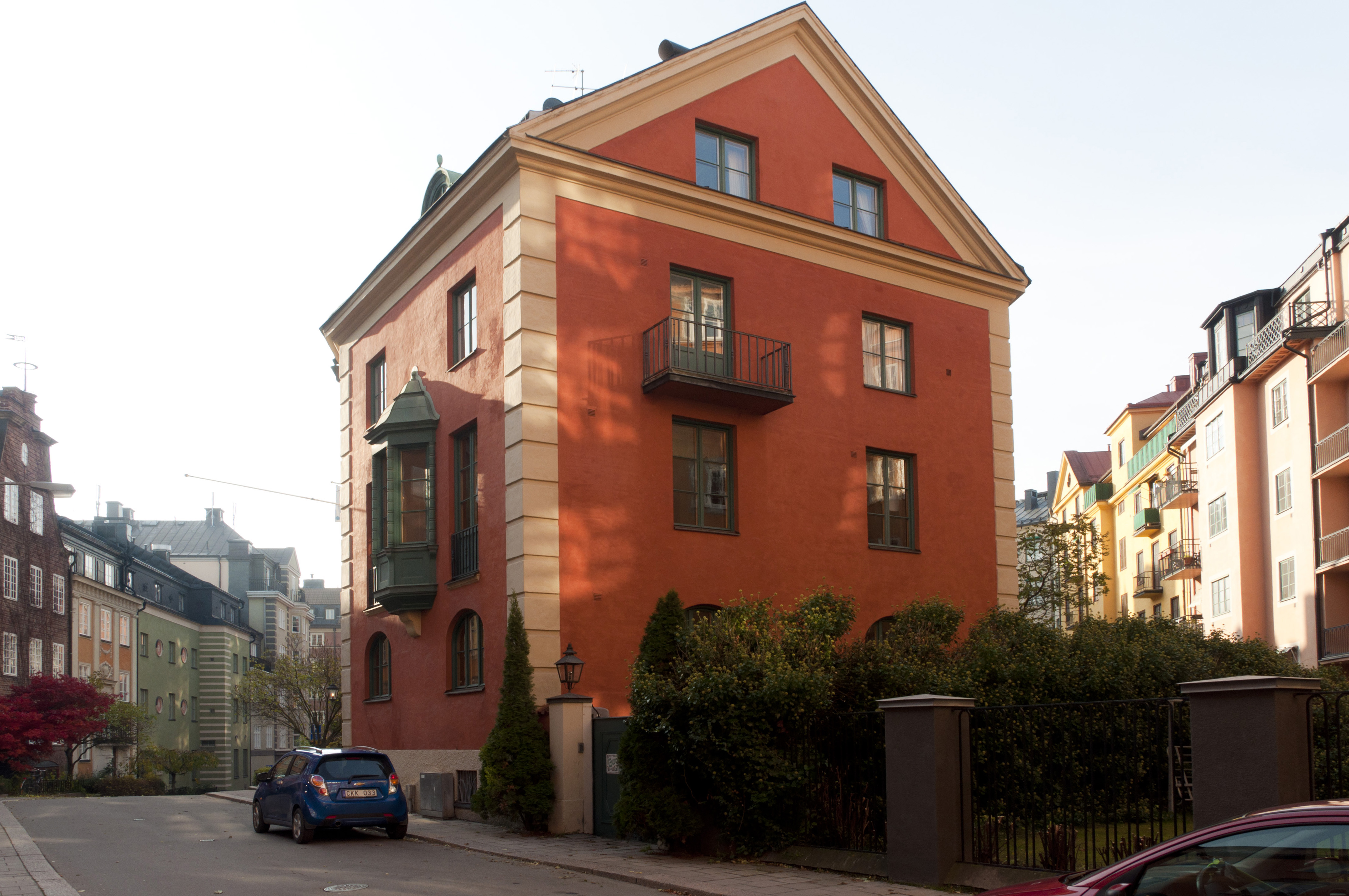
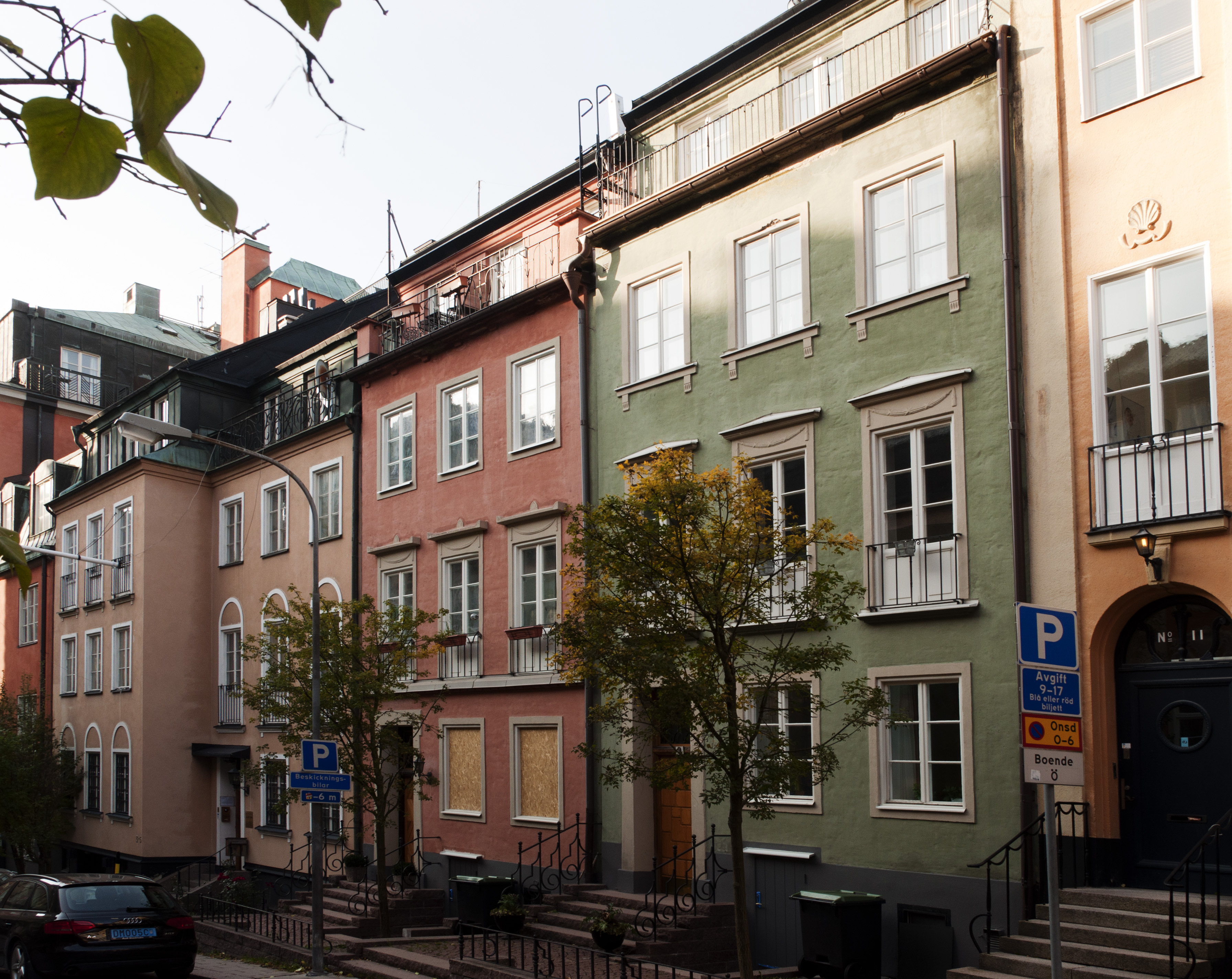
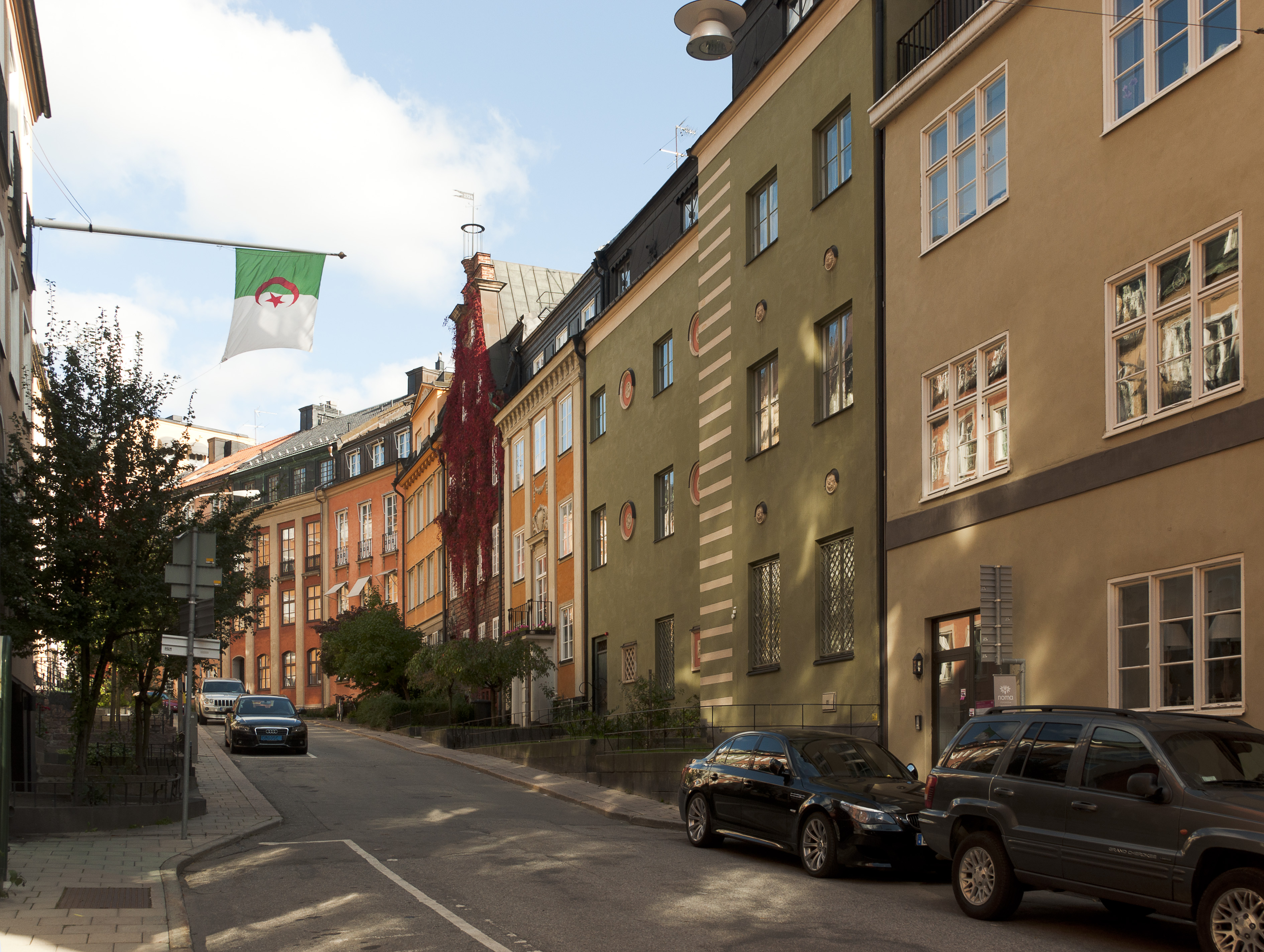
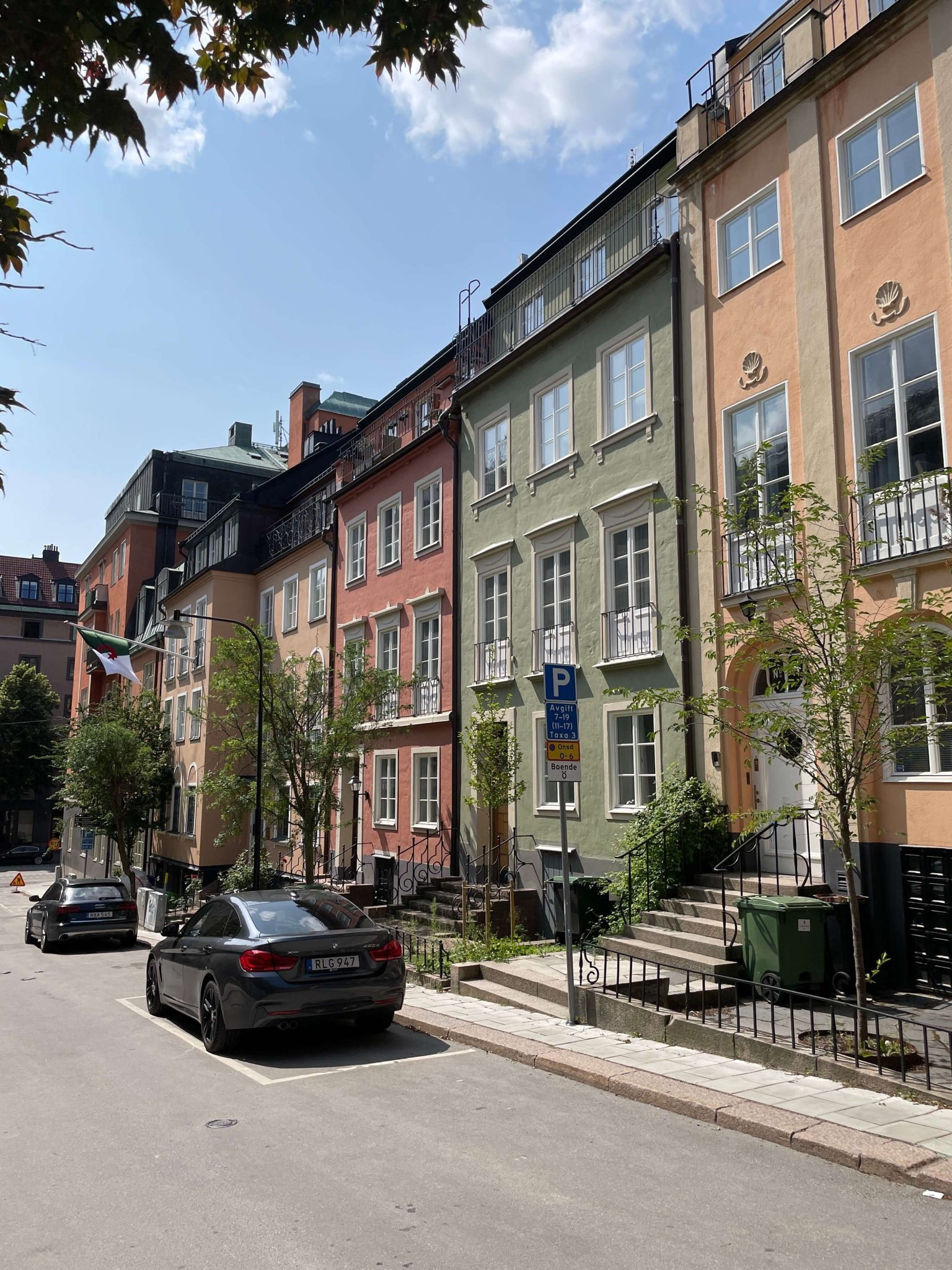
Danderydsgatan 3-9 i juni.

## Förteckning över gatans byggnader i kvarteret Näktergalen[8]
| Fastighet      | Danderydsgatan No. | Byggår  | Arkitekt                                        |
| -------------- | ------------------ | ------- | ----------------------------------------------- |
| Näktergalen 14 | 2                  | 1922-23 | Ivar Nyqvist                                    |
| Näktergalen 40 | 4-6                | 1923-25 | Eskil Sundahl                                   |
| Näktergalen 17 | 8                  | 1924-25 | Ivar Nyqvist                                    |
| Näktergalen 18 | 10                 | 1924-25 | Carl-Otto Hallström                             |
| Näktergalen 19 | 12                 | 1924-25 | Carl-Otto Hallström                             |
| Näktergalen 20 | 14                 | 1922-24 | Gustaf Laurelius                                |
| Näktergalen 21 | 16                 | 1922-24 | Fritz Gripe (fasader), Georg Hesselman (planer) |
| Näktergalen 22 | 18                 | 1923-24 | Anton Wallby                                    |
| Näktergalen 30 | 17                 | 1923-24 | Olof Deas-Olsson                                |
| Näktergalen 31 | 15                 | 1922-23 | Erik Lallerstedt                                |
| Näktergalen 32 | 13                 | 1928-29 | Paul Hedqvist                                   |
| Näktergalen 33 | 11                 | 1922-23 | Erik Lallerstedt                                |
| Näktergalen 34 | 9                  | 1924-25 | Hugo Westergren (fasad) Axel Adling (planer)    |
| Näktergalen 35 | 7                  | 1924-26 | Hugo Westergren (fasad) Axel Adling (planer)    |
| Näktergalen 39 | 3-5                | 1924-26 | Hugo Westergren (fasad) Axel Adling (planer)    |
| Näktergalen 25 | 1                  | 1922    | Östlihn & Stark                                 |